# Église Saint-André de Saint-André-de-Bâgé
Pour les articles homonymes, voir Église Saint-André.
L'église Saint-André de Saint-André-de-Bâgé est un ancien édifice catholique situé à Saint-André-de-Bâgé, dans le département français de l'Ain en région Auvergne-Rhône-Alpes.

## Présentation

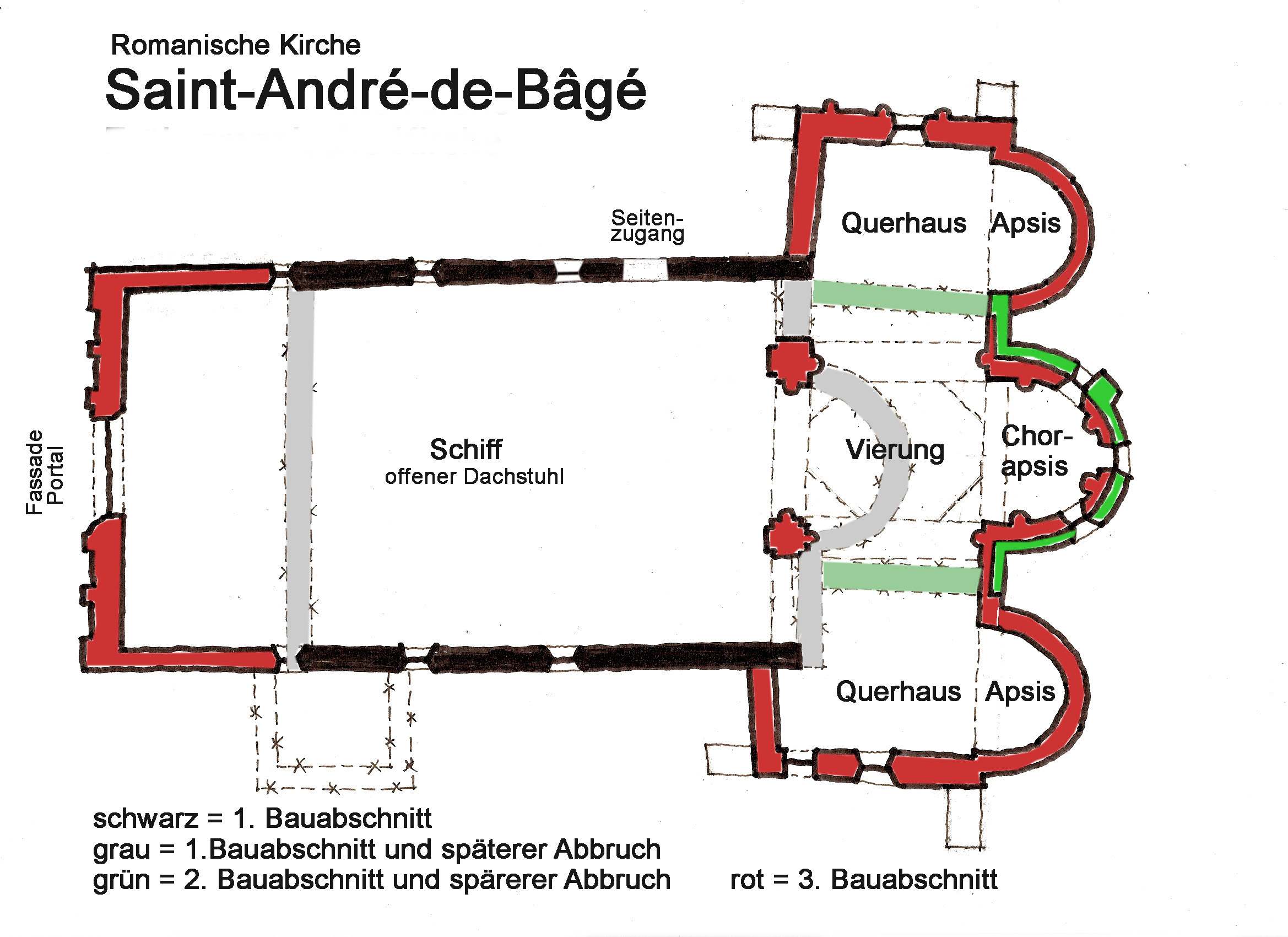
Plan de l'église.

Cette église romane date du XIIe siècle et fait l’objet d’un classement au titre des monuments historiques par la liste de 1840. La construction de cet édifice a été voulue par les sires de Bâgé, plus précisément Ulrich Ier qui décida son édification et en fit don à l'abbaye Saint-Philibert de Tournus (1074).  
Son rôle était d'accueillir les sépultures des Sires de Bâgé. Le dernier descendant Guy, père de Sybille, y fut inhumé en 1268. Néanmoins, plus aucune trace ne subsiste de ces sépultures. On trouve toutefois plusieurs autres pierres tombales encore visibles. Certaines portent des inscriptions gothiques et une se singularise par son épitaphe circulaire. 
Cette église se termine par une abside voûtée en cul-de-four, ajourée de trois larges baies en plein cintre. Cette abside a son pourtour décoré d'une exceptionnelle galerie d'arcatures.
Philippe Boutry cite le clocher de l'église comme le seul ayant échappé au vandalisme décrété par Antoine-Louis Albitte et exécuté par les sans-culottes du département de l'Ain qui, en février 1794, ont rasé tous les clochers du département, « symboles par trop voyants de fanatisme ». Il est ainsi représentatif de ce que furent les clochers romans en pierre d'Arbigny, Boissey, Chevroux ou encore Saint-Bénigne. 
Cette église n'est plus actuellement affectée au culte.